# Coings
Coings är en kommun i departementet Indre i regionen Centre-Val de Loire i de centrala delarna av Frankrike. Kommunen ligger i kantonen Levroux som tillhör arrondissementet Châteauroux. År 2022 hade Coings 903 invånare.

## Befolkningsutveckling
Antalet invånare i kommunen Coings
Referens:INSEE